# 20057 Fabiorubeo
20057 Fabiorubeo este o planetă minoră (asteroid), cu un diametru de 7,361 km, din centura de asteroizi. A fost descoperită pe 13 aprilie 1993 la Kiyosato⁠(d) de Satoru Ōtomo. 
Obiectul prezintă o orbită caracterizată de o semiaxă mare de 2,6919128 UAi, o excentricitate de 0,11, o înclinație de 12,28027 ° în raport cu ecliptica.